# Václav II. Opavský
Václav II. Opavský (1397 – 1445/1449) byl od roku 1420 pán na Hlubčicích a Fulneku, od roku 1433 kníže opavský.
Václav II. byl nejstarším synem knížete Přemysla I. Opavského a Anny Lucké. Narodil se okolo roku 1397 a knížetem se stal roku 1433 ještě za otcova života. Tím způsobem se chtěl Přemysl I. vyvarovat dalšího zbytečného dělení už tak nevelkých panství ve Slezsku. Vlastní úděl měl Václav od roku 1420, a to Hlubčice, a také dům knížat opavských v Praze, pozdější Faustův dům.
Po výbuchu husitství Václav podobně jako jeho otec zpočátku podporoval Zikmunda Lucemburského, např. roku 1421 se účastnil výpravy ve východních Čechách. Od roku 1428 ho husité donutili k podpoře jejich strany. Spříznění s husity neuchránilo knížete od ničení jeho majetku.
Po smrti otce se Václav II. snažil vyhnout decentralizačním tendencím ze strany mladších bratří Mikuláše IV., Viléma I., Arnošta a Přemysla II. a ponechal jim toliko formální moc.
Roku 1440 Václav II. z finančních důvodů zastavil opolskému knížeti Boleslavu V. město Cukmantel a hrad Edelštejn.
Václav II. byl ženatý s blíže neznámou Alžbětou z Kravař, která mu porodila dva syny: Jana III. a Hanuše a dceru Annu (zemřela 15. května 1505, vdaná za Jana Zajíce z Hasenburka). Není známo, kdy Václav zemřel, ale stalo se tak mezi lety 1445 a 1449.